# 3405 Daiwensai
3405 Daiwensai este un asteroid din centura principală, descoperit pe 30 octombrie 1964 de Observatorul Zijinshan.